# 케언스 컨벤션 센터
케언스 컨벤션 센터(Cairns Convention Centre)는 오스트레일리아 퀸즐랜드주 케언스에 위치한 실내 경기장이다. NBL 케언스 타이팬스의 홈 경기장으로 사용되고 있다.